# Javier González-Olaechea

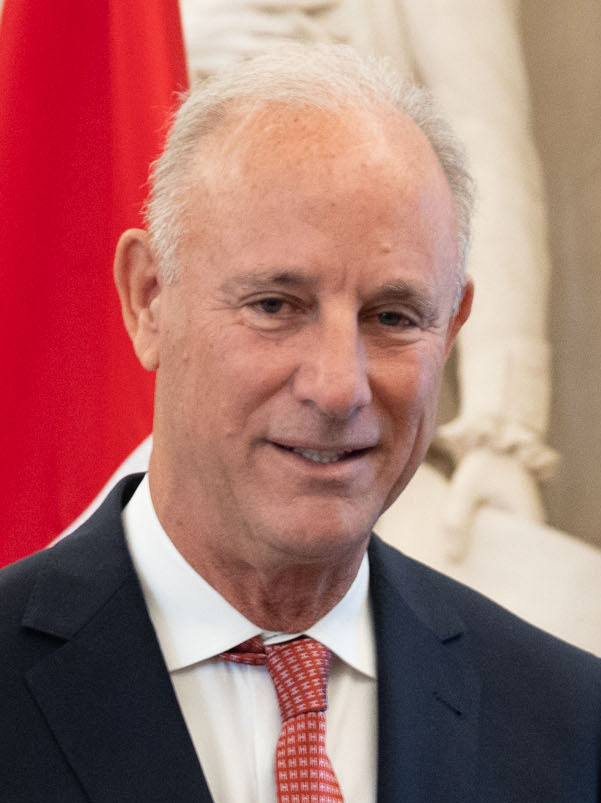
Javier González-Olaechea

Javier Juan Vicente Ramón González-Olaechea Franco (* 13. Dezember 1958 in Miraflores) ist ein peruanischer Politikwissenschaftler, Diplomat und Politiker. Er ist seit dem 7. November 2023 peruanischer Außenminister in dem Kabinett von Dina Boluarte.

## Ausbildung
González-Olaechea studierte Politikwissenschaften an der Universidad Católica Argentina und promovierte in Philosophie an der Universität Belgrano. Zusätzlich absolvierte er einen Aufbaustudiengang in Verwaltung an der École nationale d’administration.

## Beruflicher Werdegang
González-Olaechea war in leitender Funktion in der Ernährungs- und Landwirtschaftsorganisation der Vereinten Nationen (FAO), der Organisation Amerikanischer Staaten (OAS), sowie als Direktor der Internationalen Arbeitsorganisation (ILO) in Argentinien sowie stellvertretender Direktor dieser Organisation in Mexiko, Kuba und Haiti, tätig. Zudem war er Berater des Innenministeriums, des Ministeriums für Energie und Bergbau, des Ministeriums der Arbeit und des Ministerpräsidenten von Peru. Er war Professor an der Universität von San Marcos, an der Universität von Lima, an der Diplomatischen Akademie von Peru und Dozent der Polizeiakademie Perus und der Militärakademie CAEM.
Seine Ernennung erfolgte einen Tag nach der Rücktrittserklärung von Ana Gervasi, die wegen eines gescheiterten Treffens zwischen Boluarte und Joe Biden in Washington in die Kritik geraten war. Die peruanische Regierung hatte das bilaterale Treffen im Voraus angekündigt.

## Politische Karriere
González-Olaechea  kandidierte  bei den peruanischen Parlamentswahlen 1995 für die Unión por el Perú für den Kongress, konnte jedoch kein Mandat erreichen. Seine Ernennung zum Außenminister erfolgte am 7. November 2023, einen Tag nach dem Rücktritt von Ana Gervasi, die wegen eines gescheiterten Treffens zwischen Boluarte und Joe Biden in Washington in die Kritik geraten war. Die peruanische Regierung hatte das bilaterale Treffen im Voraus angekündigt.

## Politische Positionen
Während der Parlamentswahlen 2021, die der Linke Pedro Castillo gewann, sagte Gonzales-Olaechea, dass Peru Libre "Einschüchterung für Stimmen" gegen Landwirte und Bauern einsetzte, die mit dem rechten Kandidatin Keiko Fujimori sympathisierten.
Er sagte, dem Interamerikanischen Gerichtshof für Menschenrechte fehle jede Form von "Unparteilichkeit" und dass die Grenze zu Bolivien im Zusammenhang mit den sozialen Unruhen geschlossen werden sollte, weil die bolivianische Regierung "Gewalt exportiert"
Die Online-Zeitung Infobae klassifiziert Gonzáles-Olaecheas Gesinnung als dem Fujimorismus der Fuerza Popular, dem Konservatismus der Renovación Popular und dem rechtspopulistischen Flügel der Acción Popular nahestehend. Die Zeitungen Lima Gris und La Primera bezeichneten González-Olaechea als Rechtsextremisten bzw. Faschisten.
In einem TV-Interview rechtfertigte er den Staatsstreich von 1973 in Chile durch den Militärdiktator Augusto Pinochet und sagte, dass "es nie möglich gewesen sei, den Tod von Salvador Allende aus wissenschaftlicher Sicht zu bestätigen".